# Williamodendron
Williamodendron es un género con cuatro especies de plantas con flores perteneciente a la familia Lauraceae. Es originario de Suramérica. El género fue descrito por Kubitzki & H.G.Richt. y publicado en Botanische Jahrbücher für Systematik, Pflanzengeschichte und Pflanzengeographie  109(1): 50 en el año 1987.  La especie tipo es Williamodendron spectabile Kubitzki & H.G. Richt.

## Especies
- Williamodendron cinnamomeum van der Werff
- Williamodendron glaucophyllum 	(van der Werff) Kubitzki & H.G.Richt.
- Williamodendron quadrilocellatum 	(van der Werff) Kubitzki & H.G. Richt.
- Williamodendron spectabile 	Kubitzki & H.G. Richt.